# Batthyány József (érsek)
Németújvári gróf Batthyány József (teljes nevén Batthyány József Félix János Nepomuk Ádám; Bécs, 1727. január 30. – Pozsony, 1799. október 23.), a magyar főnemesi Batthyány család tagja, Batthyány Lajos nádor fia. 1759 és 1760 között erdélyi püspök, 1760 és 1766 között kalocsai érsek, majd 1776-tól esztergomi érsek, hercegprímás haláláig. VI. Piusz pápa 1778-ban bíborossá kreálta.

## Életpályája
A gimnáziumot Kőszegen, a filozófiát, jogot és teológiát Nagyszombatban végezte. 1752-ben esztergomi kanonok, 1755-ben pozsonyi prépost, barsi főesperes, 1759-ben erdélyi püspök, 1760. május 22-én kalocsai, 1776. január 1-jén esztergomi érsek, 1778. június 1-jén S. Bartholomeai címmel bíboros. 1790. november 15-én II. Lipótot, 1792. június 6-án I. Ferencet ő koronázta meg Budán. A temetése utáni gyászünnepélyen Vantsai János esztergomi kanonok magyar, Somogyi Lipót győri kanonok német emlékbeszédet tartott felette. Majláth Antal, győri kanonok pedig latint, 1800-ban. Arcképét Flor Antal rajzolta meg, Pesten és Czetter Sámuel metszette rézbe 1798-ban, Bécsben.
Batthyány József a magyarországi barokk művészet egyik legjelentősebb mecénása volt. 1777-81 között Pozsonyban, a lebontott régi épület helyén Melchior Hefelével új érseki palotát építtetett, mely a magyarországi klasszicizáló későbarokk építészet egyik legjelentősebb emléke. A palota belső dekorációjára a prímás a kor legnevesebb bécsi művészeit nyerte meg: a kápolna mennyezetképét Maulbertsch, a Szent László apoteózisát ábrázoló oltárképet Maulbertsch segédje, Andreas Matthias Zalinger festette. Pozsonypüspöki mellett, a Mogyorós (Lieskovec) határrészben "Tilalmás erdő" (Zakázaný les) vadasparkot létesített. A parkban 1779–83 között nyaralókastélyt építtetett, melynek dísztermét orientalizáló falképek díszítették, az épület többi helyiségében pedig az prímás műgyűjteménye kapott helyet. A család körmendi kastélyában portrékból, történeti és zsánerképekből álló képtárat alakított ki. A pozsonyi dómban 1799-ben felállított castrum dolorisát a kismartoni Esterházy-színház díszlettervezője, Pietro Travaglia készítette.

## Munkái
- Panegyricus divo Ladislao regi Hungariae apostolico dictus… Bécs, 1746
- Carmen dno Ludovico e comitibus de Batthyán, regni Hungariae palatino. Pozsony, 1751
- Exercitatio academica de conciliis altero juris eclesiastici fonte… Bécs, 1757
- Sermo dum pallium archiepiscopale suscepit… Nagyszombat, 1776 (Ugyanez magyarul is)
- Kanzelrede… Pozsony, 1783
- Hirtenbrief… H. n., 1787
- Dictio in sessione dietali 5. martii 1791. Pozsony (Ugyanez magyarul és németül)
- Egyéb országgyűlési beszédei, Pest, 1795

A Recensio című munka (amely 1782-ben latin nyelven, német és olasz fordításban jelent meg neve alatt) szerzősége ellen tiltakozott a Pressburger Zeitungban (1782. 98. sz.)

## Galéria

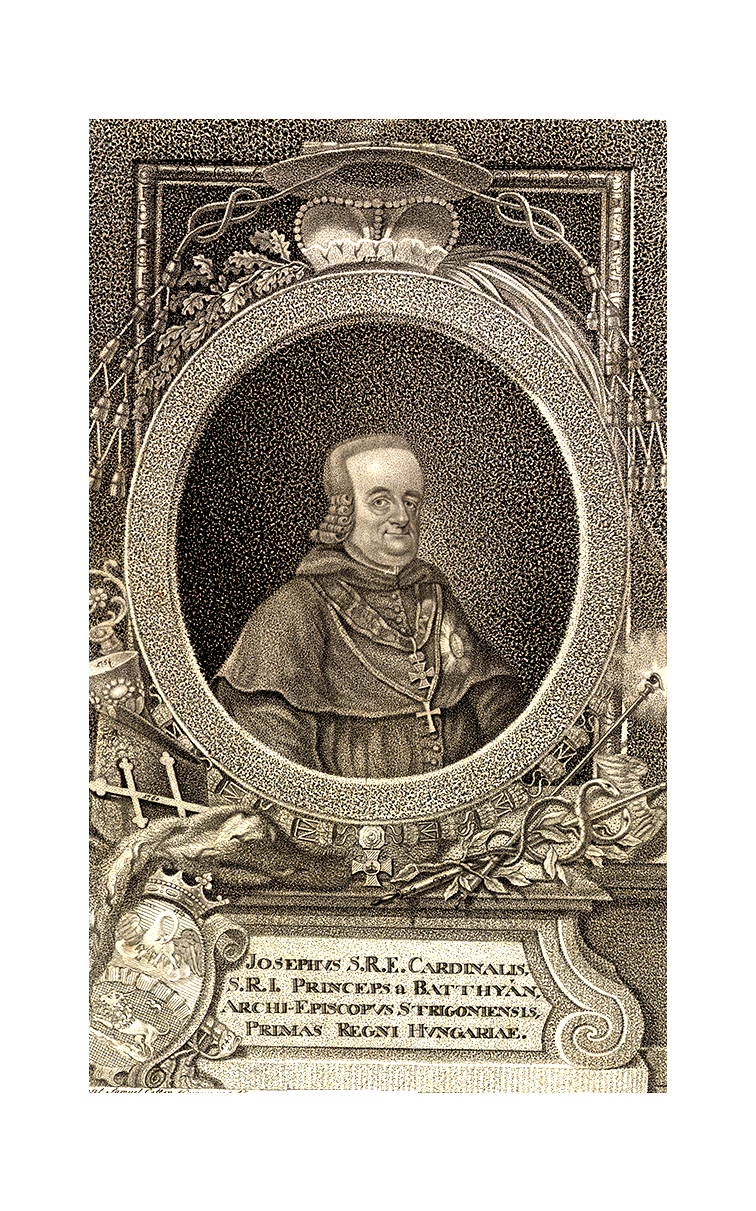
Portréja 1798-ből
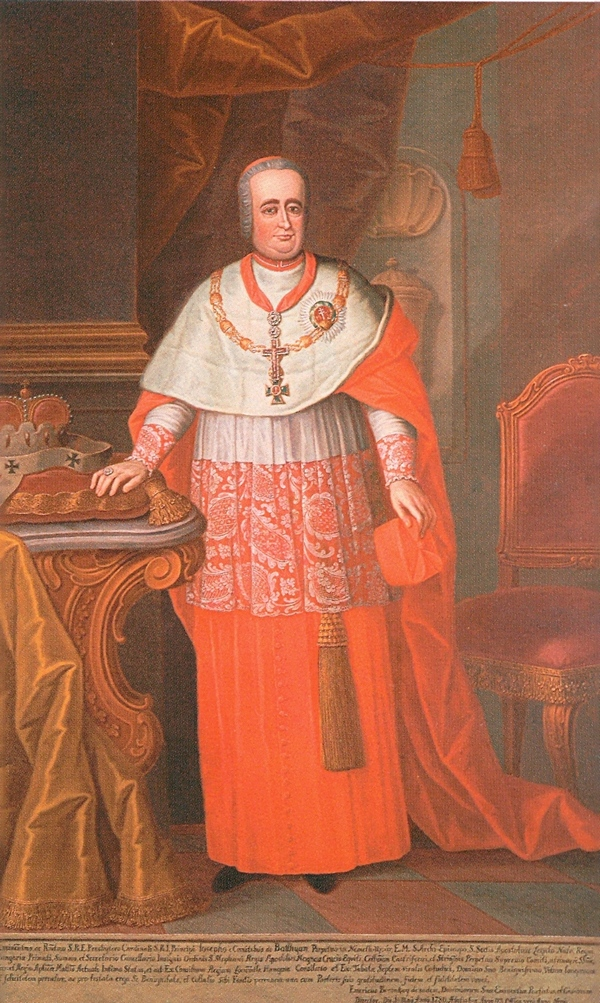
bíborosként
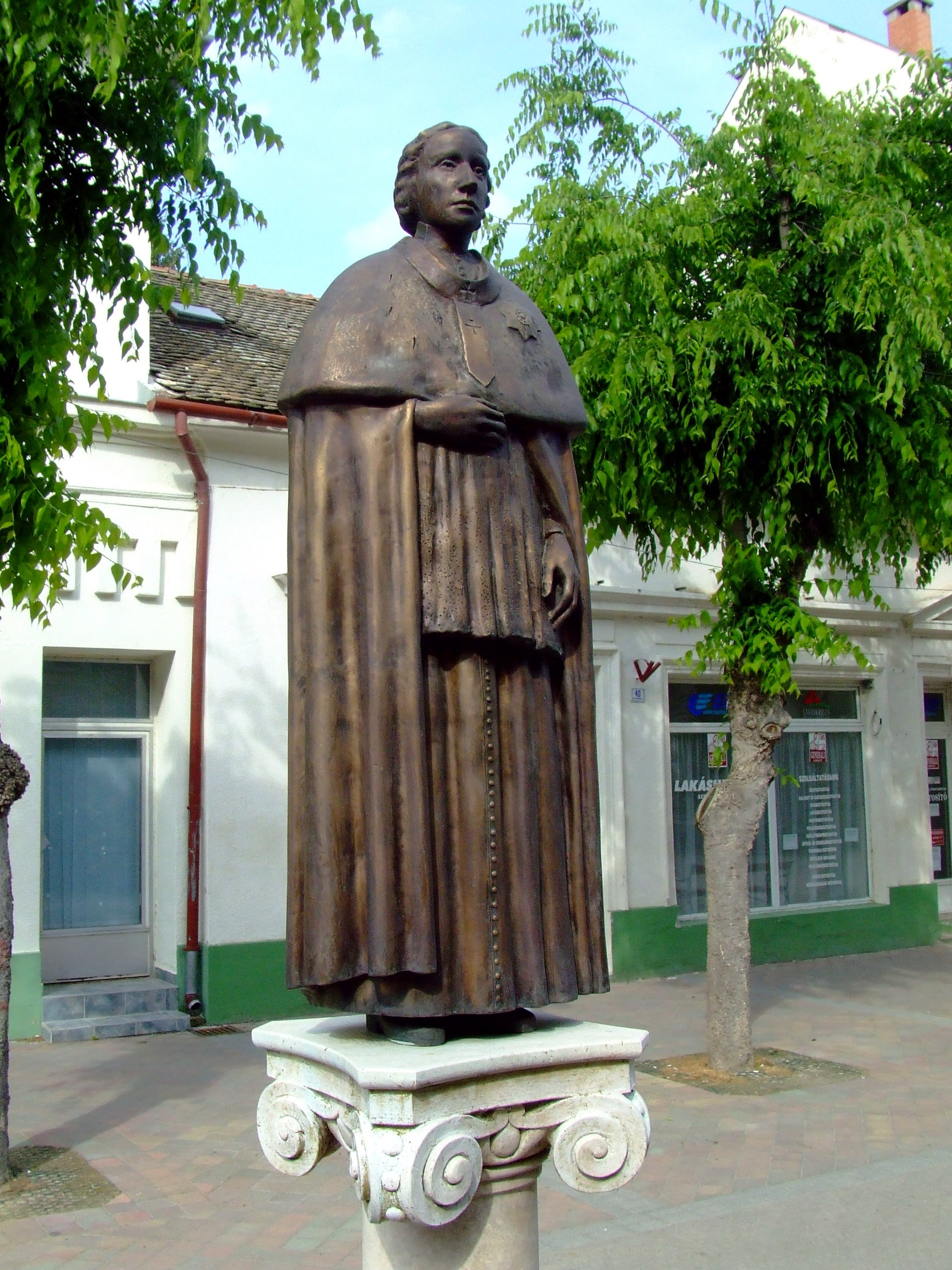
szobra Kalocsán